# Tangloppe (Gammarus locusta)
Den almindelige tangloppe (Gammarus locusta), også kendt som brakvandstangloppen, er en storkrebs, der især lever i alge- og ålegræsvegetationen på lavt vand. Den er vidt udbredt i det nordøstlige Atlanterhav, fra Island og Norge til Portugal, hvor den er meget almindelig overalt ved kyster, også i brakvand.

## Beskrivelse
Hannen kan blive op til 3 centimeter lang, mens hunnen er betydeligt mindre. Øjnene er sorte og relativt store. Farven er beige eller grønlig brun med en rød plet på de første tre halesegmenter. Tanglopper adskiller sig fra tanglus (familien Idoteidae) ved, at sidstnævnte har en fladtrykt krop, der altså ikke er sammentrykt fra siderne.

## Naturlige fjender
Tangloppens naturlige fjender er fisk som havørred, torsk, ål, ulk, ålekvabbe, hundestejle, nålefisk og fladfisk.